# Koniugacja w języku polskim
Koniugacja w języku polskim → podstawowe paradygmaty odmiany polskiego czasownika. W języku polskim istnieją trzy koniugacje, utworzone na podstawie odmiany czasowników w czasie teraźniejszym.
W języku polskim, w przeciwieństwie do innych języków, czasownikom nie można przypisać tego samego wzorca odmiany. Z uwagi na to, że różnice dotyczą przede wszystkim czasu teraźniejszego, podziału dokonuje się według różnic w tym czasie. Polskie czasowniki odmieniają się według trzech koniugacji.

## Koniugacja I
Koniugacja I obejmuje te czasowniki, które w I osobie liczby pojedynczej czasu teraźniejszego mają końcówkę -ę, a w drugiej osobie -esz. Należą tu m.in. takie czasowniki, jak nieść, pisać, kopać.
| nieść     | pisać    | kopać    |
| --------- | -------- | -------- |
| niosę     | piszę    | kopię    |
| niesiesz  | piszesz  | kopiesz  |
| niesie    | pisze    | kopie    |
| niesiemy  | piszemy  | kopiemy  |
| niesiecie | piszecie | kopiecie |
| niosą     | piszą    | kopią    |

Wszystkie osoby mają tę samą końcówkę, dodawaną niezależnie od oboczności w temacie czasownika. Wymiana o → e, która zachodzi w niosę → niesiesz, jest niezależna od koniugacji. W koniugacji I można zaobserwować typową dla niej zmianę z twardej spółgłoski tematycznej na miękką:
- m → m`: dmę → dmiesz
- w → w`:  rwę → rwiesz
- d → dź: jadę → jedziesz
- t → ć: zamiotę → zamieciesz
- n → ń: tonę → toniesz
- s → ś: niosę → niesiesz
- z → ź: wiozę → wieziesz

Spółgłoski k i g wymieniają się z historycznie miękkimi cz i ż:
- k → cz: tłukę → tłuczesz
- g → ż: strzygę → strzyżesz

Jeśli temat czasownika koniugacji I zakończony jest na spółgłoskę miękką (zarówno fonetycznie jak i historycznie), temat nie zmienia się w żadnej osobie: daję → dajesz, kopię → kopiesz. gwiżdżę → gwiżdżesz, płaczę → płaczesz

## Koniugacja II
Koniugacja II obejmuje te czasowniki, które w I osobie liczby pojedynczej czasu teraźniejszego mają końcówkę -ę, a w drugiej osobie -isz, -ysz.
| ganić   | suszyć   | płacić   |
| ------- | -------- | -------- |
| ganię   | suszę    | płacę    |
| ganisz  | suszysz  | płacisz  |
| gani    | suszy    | płaci    |
| ganimy  | suszymy  | płacimy  |
| ganicie | suszycie | płacicie |
| ganią   | suszą    | płacą    |

Temat koniugacji II jest zakończony na spółgłoskę fonetycznie lub historycznie miękką: gonię → gonisz, łowię → łowisz, kroczę → kroczysz, leżę → leżysz, kwiczę → kwiczysz. W przypadku tematów miękkich fonetycznie (czyli takich, w których występuje obecnie miękka spółgłoska), temat czasownika nie zmienia się w całości paradygmatu. Natomiast w przypadku tematu zakończonego spółgłoską historycznie miękką dochodzi do wymiany spółgłoskowej.
W koniugacji II może dojść do następujących wymian:
- c → ć: wrócę → wrócimy
- dz → dź: chodzę → chodzimy
- szcz → ść: goszczę → gościsz
- żdż → źdź: jeżdżę → jeździsz
- sz → ś: gaszę → gasisz
- ż → ź: wożę → wozisz

Nie są to zmiany, które zachodzą zawsze, od powyższej reguły jest wiele odstępstw. Nie ulegają zmianie tematy wyrazów zakończone na cz, ż, sz, które w wyrazach pokrewnych wymieniają się na ch, k, g:
- cz → (k): męczę, męczysz → (męka)
- ż → (g): leżę, leżysz → (legł)
- sz → (ch) słyszę, słyszysz → (słychać)

Podobne zmiany zachodzą w przypadku spółgłosek historycznie miękkich, które wymieniają się na miękkie fonetycznie; w wyrazach pokrewnych występują spółgłoski twarde: płacę → płacisz → (zaplata), wożę → wozisz → (wóz)
Po tematach zakończonych na spółgłoski historycznie miękkie występują końcówki: -ysz, -y, -ymy, -ycie, np. słyszę →' słyszysz, natomiast po tematach zakończonych na spółgłoski miękkie, występują końcówki: -isz, -i, -imy, -icie, np. widzimy → widzicie

## Koniugacja III
Koniugacja III obejmuje te czasowniki, których temat w czasie teraźniejszym jest zakończony na -a oraz -e i przyjmuje dla I osoby liczby pojedynczej końcówkę -m, dla drugiej -sz a dla trzeciej zerową.

### Koniugacja III -a
| czytać   | grać   | mieć  |
| -------- | ------ | ----- |
| czytam   | gram   | mam   |
| czytasz  | grasz  | masz  |
| czyta    | gra    | ma    |
| czytamy  | gramy  | mamy  |
| czytacie | gracie | macie |
| czytają  | grają  | mają  |

Temat koniugacji III -a kończy się zawsze na -a i nie występują formy oboczne. Temat 3 osoby liczby mnogiej jest zawsze zakończony na spółgłoskę -j, pozostałą po dawnej odmianie czasowników tej koniugacji, które odmieniały się podobnie jak czasownik daję: graję, grajesz, gdzie grupa aje wyewoluowała do długiego a, następnie przeniesiono do tej odmiany również końcówkę pierwszej osoby liczby pojedynczej, stąd formy gram, czytam, wołam.

### Koniugacja III -e
Do koniugacji tej należą czasowniki jeść, wiedzieć, śmieć, umieć, rozumieć i czasowniki od nich pochodne.
| jeść  | umieć   | wiedzieć |
| ----- | ------- | -------- |
| jem   | umiem   | wiem     |
| jesz  | umiesz  | wiesz    |
| je    | umie    | wie      |
| jemy  | umiemy  | wiemy    |
| jecie | umiecie | wiecie   |
| jedzą | umieją  | wiedzą   |

Czasowniki w odmianie przyjmują te same końcówki, co w koniugacji III -a, stąd uważa się je za podgrupę koniugacji III, mimo że ich temat kończy się na -e; według niektórych gramatyków czasowniki te stanowią koniugację IV. W III osobie liczby mnogiej temat czasowników ulega rozszerzeniu o spółgłoskę -dz lub -j. Spółgłoska d historycznie należała do odmiany czasowników jeść i wiedzieć (o czym świadczą takie wyrazy, jak jadło czy wiadomo, następnie jednak zanikła przed końcówkami -m i -sz.